# Anšan
Anšan (perzijsko انشان‎‎, Anšan, elamsko Anzan), sodobni Tall-i Malyan, je bil starodavno iransko mesto. Leži 46 km severno od  Širaza na ravnini Beyza/Ramjerd v provinci Fars v gorovju Zagros v jugozahodnem Iranu. V 4. tisočletju pr. n. št. je bil ena od prvih prestolnic Elama, v 7. stoletju  pr. št. pa je postal ena od prvih prestolnic Perzije.

## Zgodovina
Do leta 1973, ko so Anšan poistovetili s Tall-i Malyanom, so zgodovinarji domnevali, da leži nekje v osrednjem delu gorovja Zagros.
Malyan je bil naseljen od  6. tisočletja pr. n. št. V praelamskem obdobju (pozno 4. tisočletje pr. n. št.) je zaradi svojega geografskega položaja na pomembnih trgovskih poteh postal eno od največjih mest v Elamu. V baneškem obdobju (3400-2800 pr. n. št.) je bil s 50 ha površine pet krat večji od Suze.
Pokrajina Merv-Dašt, v kateri leži Anšan, obsega več med seboj povezanih dolin in ravnin. V srednjem do poznem baneškem obdobju (3100-2800 pr. n. št.) je obzidani del Anšana meril 200 ha. K njemu so spadale številne vasi in tabori. Obširne raziskave rastlin (Miller 1990) in  živali (Zeder 1988, 1991) so pokazale, da so se prebivalci ukvarjali predvsem z intenzivno pridelavo pšenice in ovčerejo. Nekatere obrti, zlasti lončarstvo in izdelava kamnite posode, so bile že zelo zgodaj  zbrane v specializiranih vaseh (Alden 1982).  V nekaj velikih središčih so bile zbrane tudi druge obrti, v manjšem obsegu tudi obdelovaje bakra (Nicholas 1990).
Elamsko mesto je omenjeno v zgodnjem sumerskem epu Enmerkar in gospodar Arate. Stalo naj bi na poti med Urukom in legendarno Arato. V različnih obdobjih je imel Anšan  svoje vladarje in dal več dinastij, ki so se po ugledu in vplivu kosale z drugimi uglednimi elamskimi mesti. 
Kralj Akadskega kraljestva Maništušu je trdil, da je podjarmil Elam. Pod njegovimi nasledniki je Akadsko  kraljestvo oslabelo in Kutik-Inšušinak, guverner Suze in ustanovitelj  Avanske dinastije, je razglasil svojo neodvisnost in zasedel Anšan. Kasneje so v Anšanu vladali Gudea Lagaški, novosumerski vladar Šulgi in urski vladar Šu-Sin in v njem domnevno imeli svoje guvernerje. Šu-Sinov naslednik Ibi-Sin je celo vladavino preživel v brezupni bitki za oblast v Anšanu, ki se je nazadnje končala v elamskem izropanju Ura leta 2004 pr. n. št. Elamci so zaplenili  kip boginje Meseca Nane in ujeli Ibi-Sina in se vrnili v Anšan.  V starobabilonskem obdobju je kralj Gungunum Larški uničenje Anšana datiral v  5. leto svoje vladavine.
Od 15. stoletja pr. n. št. so elamski vladarji v Suzi začeli uporabljati naziv »kralj Anšana in Suze«. V akadskih besedilih je vrstni red mest obraten. Zgleda, da sta  bili mesti Anšan in Suza združeni večji del srednjega elamskega obdobja. Zadnji kralj s tem nazivom je bil Šutruk-Nahhunte II., ki je vladal okoli 717-699 pr. n. št.

## Zibelka ahemenidske Perzije
Anšan je prišel pod ahemenidsko oblast v 7. stoletju pr. n. št., ko ga je zasedel Teisp (vladal 675–640 pr. n. št.). Teispes se je naslavljal s »kralj mesta Anšan«. Naslednje stoletje je moč Elama upadla in Anšan je postal nepomembno kraljestvo, dokler niso Ahemenidi v 6. stoletju pr. n. št. iz Anšana začeli nekaj osvajalskih pohodov. Anšan je postal jedro perzijskega  Ahemenidskega cesarstva. Najslavnejši osvajalec iz Anšana je bil Kir II. Veliki.

## Arheologija
Arheološko najdišče Anšan meri okoli 200 ha. Naseljeno je bilo od približno 5000 pr. n. št. ali morda že prej. Jedro najdišča je nizek, 4-6 m visok grič s površino 130 ha.  Na treh straneh griča so ostanki mestnega obzidja iz poznega  baneškega in kaftarskega obdobja, dolgi 5 km. Najdbe v Tall-i Malyanu vsebujejo predvsem glinaste klinopisne tablice, pečatnike in lončenino iz praelamskega in srednjeelamskega obdobja, pomembno za datiranje kronologije regije. Najpomembnejša najdba je zgradba elamskega kralja Hatelutus-Insusinaka, ki je potrdila, da je najdišče resnično Anšan.
Najdišče je prvi raziskoval Fereidoon Tavallali iz Arhheološke službe Irana leta 1961. O raziskavah  ni nobenih zapisov ali poročil, čeprav je nekaj artefaktov končalo v muzeju v Perzepolisu. Znanstvena izkopavanja je po predhodnih raziskavah leta 1968  leta 1971 začela skupina arheologov iz University of Pennsylvania in Ohio State University pod vodstvom Williama Sumnerja. Izkopavanja so trajala več sezon do iranske revolucije leta 1978. Kasneje je Tal-i Malyan raziskoval Kamyar Abdi leta 1999. Šesttedensko izkopavanje sta leta 2004 opravila Organizacija za kulturno dediščino Irana in Dartmouth College.